# Albert Loritz
Albert Loritz (Rot bei Laupheim, sinds 1 maart 1972 deelgemeente van Burgrieden, 13 november 1953) is een Duits componist, muziekpedagoog, dirigent, arrangeur en organist.

## Levensloop
Loritz studeerde van 1972 tot 1978 muziekonderwijs, orgel, muziektheorie en compositie aan Hochschule für Musik Freiburg in Freiburg im Breisgau bij Peter Förtig, L. U. Abraham en Klaus Huber alsook musicologie aan de Albert Ludwigs Universiteit bij Hans Heinrich Eggebrecht en Werner Breig in dezelfde stad. Na het behalen van zijn diploma's werd hij vanaf 1978 tot 1995 werkzaam als muziekleraar aan het Friedrich-Gymnasium in Freiburg im Breisgau. Verder was hij in deze periode dirigent van het grote blaasorkest van de muziekvereniging Freiburg-Zähringen (1978-1993) alsook kerkmusicus en organist in Gundelfingen (1977-1981). Van 1974 tot 1978 was hij docent voor organisten in het nevenberoep in opdracht van de Aartsdiocees Freiburg. Van 1978 tot 1988 was hij wederom docent voor de Aartsdiocees Freiburg, maar nu als docent voor "blaasmuziek in de liturgie". 
In 1995 verhuisde hij naar Osterburken en was muziekleraar aan het Ganztagsgymnasium aldaar en in 2004 naar Neckarsulm. In Neckarsulm is hij muziekdocent aan het "Albert-Schweitzer-Gymnasium" en is verder dirigent van het schoolorkest en een saxofoonorkest (Variosax).
Als arrangeur bewerkte hij vooral barokmuziek van Johann Sebastian Bach, Georg Friedrich Händel, Dietrich Buxtehude, Johann Joseph Fux, Antonio Vivaldi en anderen voor de moderne harmonieorkestbezetting. Maar hij schreef ook eigen werken voor harmonieorkest en andere blazersbezettingen. Hij werkte ook lange jaren als docent voor dirigentenopleiding van de blaasmuziekfederaties. 

## Composities

### Werken voor harmonieorkest
- 1978 Intrade
- 1978 Passacaglia
- 1979 Hymne - Nachspiel
- 1982 Suite aus Spielstücken alter Meister
- 1983 Kommentare zu einem alten Hymnus unter Verwendung eines Stückes von Jehan Titelouze
- 1983 Passacaglia secunda
- 1983 Prozessions-Litanei, voor harmonieorkest
- 1984 Petite Suite Baroque
  1. Prélude
  2. Air
  3. Basse des trompettes (Dialogue)
  4. Conclusion
- 1986 Coro Freiburger Bläserhymnus
- 1987 Cantus gregorianus "Te Deum laudamus"
- 1987 Sinfonietta in Es - im nostalgischen Stil über alte deutsche Liebeslieder
  1. Prolog
  2. Marsch und Tanz
  3. Lied
  4. Fugato
- 1988 Chaconne, voor harmonieorkest
- 1989 Fantasie über "Es ist ein Ros‘ entsprungen"
- 1990 Toccata über E-F-C-H-A-D-E
- 1991 Europäische Weihnacht
- 1991-1992 Aphorismen - nach Zettelsprüchen von Emil Gött (1864–1908), voor mannenkoor en harmonieorkest
  1. Prolog
  2. Wer in den Wald lauscht, hört manchen Vogel pfeifen; was aber alles darin schweigt, das weiß er nicht
  3. Verborgen bleibt nur das Beste an uns; das Schlechte und Dumme hat überall Mitwisser
  4. Der Mensch macht seine Gaben zu Münzen; das Tier behält sie als Eigenschaften
  5. Der Lichtträger ist blind
  6. Man merkt eigentlich immer zu spät, dass die Menschen nicht belehrt, sondern unterhalten sein wollen
- 1992 Preludio popolare über "O du fröhliche..."
- 1996 Aus Maximilians Zeit - Renaissance-Suite
  1. Quodlibet
  2. Chanson
  3. Bauerntanz
  4. Spectaculum
  5. Lied
- 1997 Die Gedanken sind frei - liberale variaties
  1. Einfach
  2. Splitter
  3. Neune krumm sein lassen
  4. Einspruch
  5. Störfall
  6. Guggemarsch
  7. Abermals Einspruch
  8. Flucht zu Bach
  9. Der Kirchturm tanzt
  10. Letzte Unruhe
- 2000 Denk ich an Bach... - Fantasie über B-A-C-H
- Metamorphose oder Die Verwandlung eines Beethovenschen in ein Bartóksches Stück

### Kamermuziek
- 1979 Bläsersätze zur Prozession am Palmsonntag
- 1979 Vorspiel "Nun jauchzt dem Herren", twee stukken voor acht blazers in 2 groepen
- 1980 Pange lingua - Marsch zum Fronleichnamsfest, voor koperblazers
- 1984 Bläsersätze zum Gotteslob - Liedsätze und Vorspiele zu 42 ausgewählten Liedern aus dem Eigenteil der Diözesen Freiburg und Rottenburg
- 1985 Kirchenalbum, voor trompet en orgel
- 1989 Maria durch ein‘ Dornwald ging, voor dwarsfluit, hobo, fagot, 3 klarinetten, basklarinet en 3 saxofoons
- 1992 Fantasie über ein ukrainisches Lied, voor 3 trompetten, 2 hoorns, 2 trombones, 2 eufonia en tuba
- 1992 Fantasy on a Christmas Spiritual "Go tell it on the mountain", voor saxofoonkwintet (SAATB) of saxofoonorkest
- 1993 trenzado, voor alt-, tenor- en baritonsaxofoon
- 1995 musica sacra, voor trombone en orgel
- 1998-1999 6 mal anders - Sechs Studien über c-ges-f-e-a-b, voor viool, cello, 2 hoorns, sopraansaxofoon en baritonsaxofoon
- 2000 Puer natus est, feestelijke kerstmuziek voor 2 trompetten en 2 trombones
- 2001 Psallite Domino, 8 koraalbewerkingen voor 3 trompetten en 3 hoorns
- 2004 Entre le bœuf et l’âne gris, voor 2 hoorns en saxofoonkwartet
- 2006 Pfingstfarben, voor 2 violen, 2 klarinetten, altsaxofoon, basklarinet/fagot
- 2007 Tempora mutantur - "Halleluja" per saecula..., voor saxofoonkwintet (SAATB)
- 2008 Inventio rapsodica - Cunctipotens genitor Deus..., voor klarinet en basklarinet
- 2009 Chaconne mixolydienne, voor saxofoonkwintet (SAATB) of saxofoonorkest
- 2009-2010 Spiritual Variations, voor saxofoonkwintet (SAATB) of saxofoonorkest
- 2010 Kyrie - Fantaisie médiévale sur des thèmes grégoriens, voor saxofoonkwintet (SAATB) of saxofoonorkest
- 2011 Bolero para orquesta de saxophones, voor saxofoonkwintet (SAATB) of saxofoonorkest
- 2012 Crazy Rock ‘n‘ Roll, voor saxofoonkwartet

## Publicaties
- Wohin mit den vielen Saxophonisten? - Modell eines fünfstimmigen Saxophonorchesters mit chorisch besetzten Stimmen, nmz - neue musikzeitung, ISSN 0944-8136, Ausgabe 2/11 - 60. Jahrgang